# Ollon
Ollon ist eine politische Gemeinde im Distrikt Aigle des Kantons Waadt in der Schweiz. Der frühere deutsche Name Olun wird heute nicht mehr verwendet.

## Geographie

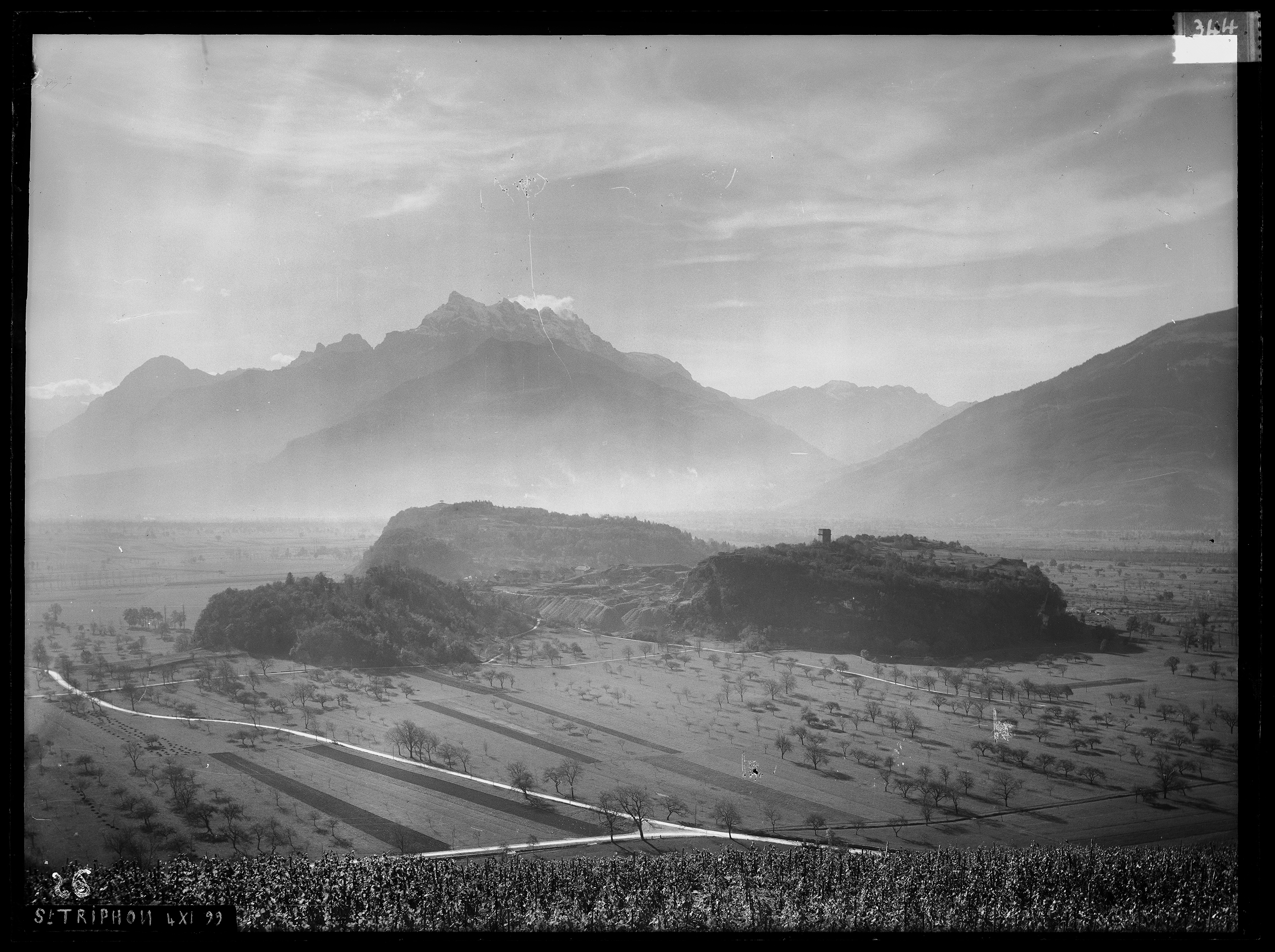
Der Hügel von Saint-Triphon (1899)

Luftbild (1952)

Ollon liegt auf 478 m ü. M., 3 km südöstlich des Bezirkshauptortes Aigle (Luftlinie). Das Dorf erstreckt sich auf dem Schuttkegel des Baches Bondet am Hangfuss am östlichen Rand des Rhônetals, in klimatisch geschützter Südhanglage am Fuss der Waldhügel des Bois de la Glaive.
Die Fläche des 59,6 km² grossen Gemeindegebiets umfasst einen Abschnitt der Waadtländer Voralpen. Das ausgedehnte Gebiet wird im Westen vom Lauf der Rhone begrenzt. Von hier erstreckt sich der Gemeindeboden ostwärts über die breite Talniederung, in der sich das isolierte Hügelgebiet von Saint-Triphon (im Charpigny 508 m ü. M.) erhebt. Am Hangfuss befinden sich der flache Schwemmkegel der Gryonne, die stets die Südgrenze bildet, und der Schuttkegel des Bondet.
Der östliche Gemeindeteil reicht in die Waadtländer Voralpen hinein und umfasst den Le Chamossaire (2113 m ü. M.) mit den beiden Bergseen Lac de Bretaye und Lac Noir. Auf der Südseite dieses Berges befindet sich die Arena von Villars-sur-Ollon und Chesières hoch über dem Tal der Gryonne und der Rhône. Nördlich des Chamossaire liegt das Tal der Grande Eau, dessen obere Talflanke noch zu Ollon gehört. In einem schmalen Zipfel reicht das Gebiet weiter nach Osten über die Chaux Ronde (2028 m ü. M.) und den Strassenpass Col de la Croix bis an die felsige Westflanke des Culan, der bereits zum Massiv von Les Diablerets zählt. Am Felshang des Culan wird mit rund 2200 m ü. M. der höchste Punkt von Ollon erreicht. Von der Gemeindefläche entfielen 1997 9 % auf Siedlungen, 45 % auf Wald und Gehölze, 42 % auf Landwirtschaft und etwas mehr als 4 % war unproduktives Land.
Zu Ollon gehören zahlreiche Weiler, Einzelhöfe und Alpsiedlungen, darunter:
- Saint-Triphon, 429 m ü. M., in einem hügeligen Gebiet im Rhônetal (430 Einwohner)
- Villy, 411 m ü. M., am Hangfuss südlich von Ollon (205 Einwohner)
- Sala, 469 m ü. M., am Hangfuss nahe dem Eingang in das Tal der Gryonne (52 Einwohner)
- Les Fontaines, 502 m ü. M., am Hang oberhalb von Sala (54 Einwohner)
- Antagnes, 567 m ü. M., über dem Eingang ins Tal der Gryonne (258 Einwohner)
- Glutières, 773 m ü. M., am Hang über Ollon (88 Einwohner)
- Forchex, 748 m ü. M., am Südhang über dem Tal der Gryonne (29 Einwohner)
- Auliens, 807 m ü. M., am Südhang über dem Tal der Gryonne (14 Einwohner)
- Paluaires, 765 m ü. M., am Südhang über dem Tal der Gryonne (23 Einwohner)
- Les Combes, 884 m ü. M., am Südhang über dem Tal der Gryonne (27 Einwohner)
- Huémoz, 1004 m ü. M., an aussichtsreicher Lage hoch über dem Rhônetal (176 Einwohner)
- Les Ecovets, 1300 m ü. M., in einem Sattel hoch über dem Rhônetal (38 Einwohner)
- Chesières, 1208 m ü. M., auf der Geländeterrasse über dem Tal der Gryonne südlich des Chamossaire (1373 Einwohner)
- Villars-sur-Ollon, 1253 m ü. M., auf der Geländeterrasse über dem Tal der Gryonne südlich des Chamossaire (1438 Einwohner)
- Arveyes, 1231 m ü. M., am Südhang des Bois du Bilioley über dem Tal der Gryonne (268 Einwohner)
- Verchiez, 543 m ü. M., in einem Sattel zwischen den Höhen von Plantour und Bois de la Glaive (31 Einwohner)
- Plan d'Essert, 655 m ü. M., am Südhang des Bois de la Glaive (31 Einwohner)
- Panex, 935 m ü. M., auf einem Vorsprung zwischen den Tälern von Grande Eau und Bondet (126 Einwohner)
- Plambuit, 1123 m ü. M., auf einer Geländeterrasse über dem Tal der Grande Eau (22 Einwohner)
- Bretaye, 1806 m ü. M., Alpsiedlung am Lac de Bretaye, östlich des Chamossaire (23 Einwohner)
- Ensex, 1787 m ü. M., Alpsiedlung am Südhang der Chaux Ronde
- La Croix, 1753 m ü. M., Alpsiedlung nahe dem Col de la Croix

Nachbargemeinden von Ollon sind Bex, Gryon, Ormont-Dessus, Ormont-Dessous und Aigle im Kanton Waadt sowie Monthey und Collombey-Muraz im Kanton Wallis.

## Bevölkerung

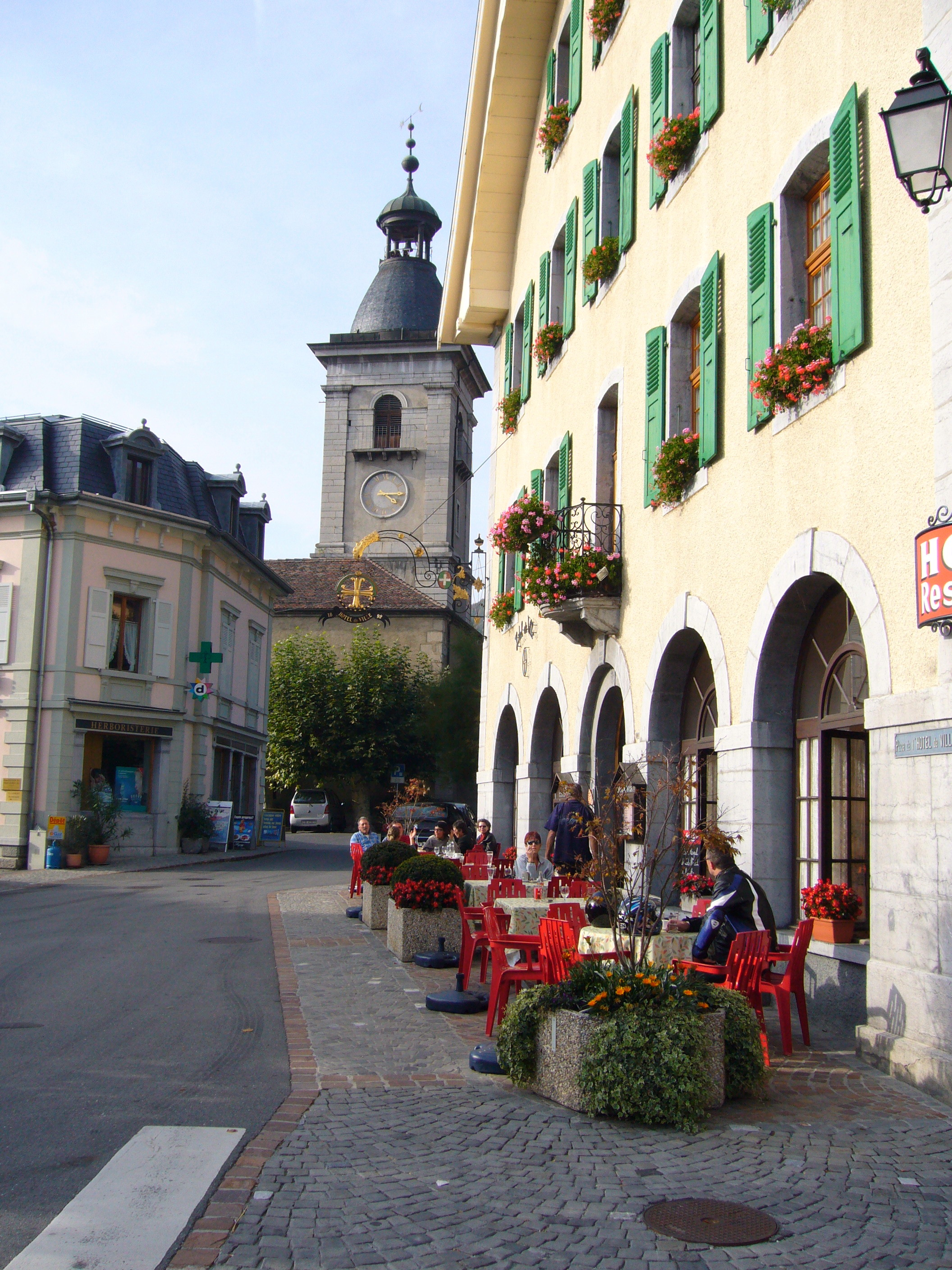
Kirche in Ollon

Mit 8159 Einwohnern (Stand 31. Dezember 2023) gehört Ollon zu den grösseren Gemeinden des Kantons Waadt. Von den Bewohnern sind 79,2 % französischsprachig, 5,4 % englischsprachig und 3,9 % deutschsprachig (Stand 2000). Die Bevölkerungszahl von Ollon belief sich 1900 auf 3428 Einwohner. Im Verlauf des 20. Jahrhunderts stieg die Einwohnerzahl langsam aber kontinuierlich an (4126 Einwohner im Jahr 1960). Erst seit 1980 (4429 Einwohner) wurde ein deutlich verstärktes Bevölkerungswachstum verzeichnet.

## Wirtschaft
Ollon war bis Ende des 19. Jahrhunderts ein vorwiegend durch die Landwirtschaft geprägtes Dorf. Seit etwa 1840 entwickelte sich der obere Gemeindeteil um Villars-sur-Ollon und Chesières zu einem bedeutenden Fremdenverkehrsort.
Heute bietet Ollon rund 2100 Arbeitsplätze an. Mit 14 % der Erwerbstätigen, die noch im primären Sektor beschäftigt sind, hat die Landwirtschaft immer noch einen gewissen Stellenwert in der Erwerbsstruktur der Bevölkerung. Etwa 12 % der Erwerbstätigen sind im industriellen Sektor tätig, während der Dienstleistungssektor 74 % der Arbeitskräfte auf sich vereinigt (Stand 2001).
Die Landwirtschaft zeigt noch heute dank des ausgedehnten Gemeindegebietes und der unterschiedlichen Höhenlagen eine grosse Vielfalt. In der Rhôneebene befinden sich ausgedehnte Ackerbau- und Obstbaukulturen. An den optimal besonnten Hängen bei Ollon, Verchiez und Sala sowie bei Saint-Triphon wird auf einem Gebiet von insgesamt rund 140 ha Weinbau betrieben. Oberhalb der Rebflächen gedeihen an den Hängen Edelkastanienwälder. Die höheren Lagen dienen der Milchwirtschaft und Viehzucht. Östlich des Chamossaire und im Bereich des Col de la Croix gibt es ausgedehnte Alpweiden zur Sömmerung der Viehbestände.
Die Industrie hat sich vor allem in der Rhôneebene niedergelassen, ist aber in Ollon gegenüber den Nachbargemeinden nur wenig vertreten. An den Hügeln von Saint-Triphon wurde ein schwarzer Kalkstein in mehreren Steinbrüchen gewonnen, der in der Westschweiz für Architekturzwecke grosse Verbreitung fand und unter der Bezeichnung Marbre de St. Triphon bekannt ist. Viele Brunnenbecken, sogar in Bern, fertigten die Steinmetze aus diesem Gestein, das zu den bedeutendsten Schweizer Architekturmaterialien gehört. Die Unternehmen sind im Bereich des Bau- und Transportgewerbes tätig. Ansonsten ist das Gewerbe neben der Deckung des täglichen Bedarfs hauptsächlich auf die Bedürfnisse des Fremdenverkehrs ausgerichtet. Nahe von Ollon wurden nach 1990 Probebohrungen für ein allfälliges Endlager radioaktiver Abfälle durchgeführt.

### Tourismus
Seit 1867 setzte mit der Eröffnung der Strasse von Ollon nach Chesières der rasche wirtschaftliche Aufschwung von Villars-sur-Ollon und Chesières durch den Tourismus ein. Seither entstanden zahlreiche Hotels, Ferienwohnungen, Wochenendhäuser sowie Sportzentren (Tennis, Golf, Eishalle). Heute gehören Villars und Chesières zu den bedeutendsten Wintersportorten der Region. Die umliegenden Höhen sind durch mehrere Bergbahnen und die Zahnradbahn Villars-Bretaye sowie Skilifte erschlossen. Durch die Bahnlinie nach Gryon und mehrere Skilifte ist die Skiregion von Villars-sur-Ollon mit derjenigen von Gryon verbunden. Auch während des Sommers ist Villars ein beliebter Erholungsort und Wanderziel des Tagestourismus.

## Verkehr
Die Gemeinde ist verkehrstechnisch sehr gut erschlossen. Sie liegt nahe der Hauptstrasse 9, die von Lausanne über Sion zum Simplonpass führt. Von dieser Strasse zweigt bei Ollon die Strasse nach Villars-sur-Ollon ab. Der nächste Autobahnanschluss an die 1970 eröffnete A9 (Lausanne–Sion), welche das Gemeindegebiet durchquert, ist rund 3 km vom Ortskern entfernt.
Am 10. Juni 1857 wurde der Abschnitt Villeneuve–Bex der Eisenbahnlinie von Lausanne nach Sion mit dem Bahnhof Saint-Triphon Gare eingeweiht. Drei Privatbahnen, die jetzt von den Transports Publics du Chablais betrieben werden, berühren das Gemeindegebiet von Ollon: der Chemin de fer Aigle–Ollon–Monthey–Champéry (seit 2. April 1907), der Chemin de fer Aigle–Sépey–Diablerets (seit 22. Dezember 1913; mit Haltestellen bei Verchiez, Plambuit und Exergillod) und der Chemin de fer Bex–Villars–Bretaye. Der Abschnitt Gryon–Villars-sur-Ollon wurde am 10. Juni 1901 in Betrieb genommen, die Weiterführung bis La Bretaye 1913 eröffnet.
Für die Feinverteilung im öffentlichen Verkehr sorgen Buslinien von Aigle via Ollon nach Villars-sur-Ollon und von Ollon nach Plambuit.
Beim Bahnhof St-Triphon betreibt SBB Cargo einen Umschlagterminal für den kombinierten Verkehr mit 2 Gleisen (insgesamt 200 m).

## Geschichte
Das Gemeindegebiet von Ollon war schon sehr früh besiedelt. Im Rhônetal wurden Gräberfelder aus der Bronzezeit und der Eisenzeit entdeckt. Während der Römerzeit querte die wichtige Handelsstrasse von Aventicum (Avenches) nach Octodurum (Martigny) das Gebiet. Auch aus dieser Zeit sind Überreste vorhanden.
Die erste urkundliche Erwähnung des Ortes erfolgte bereits im Jahr 516, als König Sigismund von Burgund das damalige Aulonum der neu gegründeten Abtei Saint-Maurice schenkte. Später erschienen die Ortsnamen Olonum, Oluns und die Patoisform Ulon.
Seit der ersten Nennung zählte Ollon zum Abteigut. Im 13. Jahrhundert geriet es dann allmählich in den Einflussbereich der Grafen von Savoyen. Mit der Eroberung der Herrschaft Aigle durch Bern im Jahr 1476 gelangte Ollon unter die Verwaltung des Gouvernements Aigle, bildete aber stets ein eigenes Mandement. Nach dem Zusammenbruch des Ancien Régime gehörte das Dorf von 1798 bis 1803 während der Helvetik zum Kanton Léman, der anschliessend mit der Inkraftsetzung der Mediationsverfassung im Kanton Waadt aufging. 1798 wurde es dem Bezirk Aigle zugeteilt.
Zu Beginn des 19. Jahrhunderts strebten die hochgelegenen Gemeindeteile (um Huémoz, das lange Zeit das bedeutendste Bergdorf oberhalb von Ollon war) nach politischer Unabhängigkeit. Diesem Unterfangen wurde jedoch vom Waadtländer Grossen Rat nicht stattgegeben. Schon im 16. Jahrhundert wurden bei Panex Salzminen entdeckt und mit der ersten Schweizer Saline die Vorkommen ausgebeutet (1832 aufgegeben). Mit der verbesserten Verkehrserschliessung entwickelten sich Villars-sur-Ollon und Chesières in der zweiten Hälfte des 19. Jahrhunderts zu bedeutenden Fremdenverkehrsorten.

## Wappen
Beschreibung: Auf Grün und Rot geviert liegt ein silbernes gemeines Kreuz.

## Sehenswürdigkeiten
Das Winzerdorf Ollon besitzt ein malerisches Ortsbild mit zahlreichen gut erhaltenen Weinbauernhäusern aus dem 17. bis 19. Jahrhundert. Die heutige reformierte Kirche Saint-Victor, 1244 erwähnt, war im Besitz der Abtei Saint-Maurice. Ihre jetzige Gestalt erhielt die Kirche beim Neubau im 15. Jahrhundert und bei der Umgestaltung im 17. Jahrhundert. Im Chor befindet sich ein Fries aus dem 15. Jahrhundert mit der Darstellung der Apostel.
Im Ortszentrum steht das Hôtel de Ville (Rathaus) von 1722 mit einem massiven Berner Dach. Das Schloss mit dem Namen Château de La Roche ist seit 1386 erwähnt, existierte vermutlich jedoch bereits Ende des 12. Jahrhunderts. Es besitzt einen kleinen Rundturm und wurde im 16. Jahrhundert umfassend restauriert.
In Panex steht die Maison des Salins. Vom ehemaligen Salzbergwerk sind noch ein Stollen und ein Brenngebäude erhalten.
Im Ortsteil Saint-Triphon, dessen kleiner Dorfkern auf einem Kalksteinhügel in der flachen Fläche der Rhoneebene liegt, befindet sich ein privater und öffentlich zugänglicher botanischer Garten (Jardin Botanique). Diese Gartenanlage zeigt alpine und mediterrane Pflanzengesellschaften und verfügt über ein kleines Sukkulentenhaus sowie eine Fachbibliothek. Der Garten einschliesslich seines wissenschaftlichen Inventars ist Eigentum von William Aviolat, der dort lebt und die Anlage täglich pflegt.

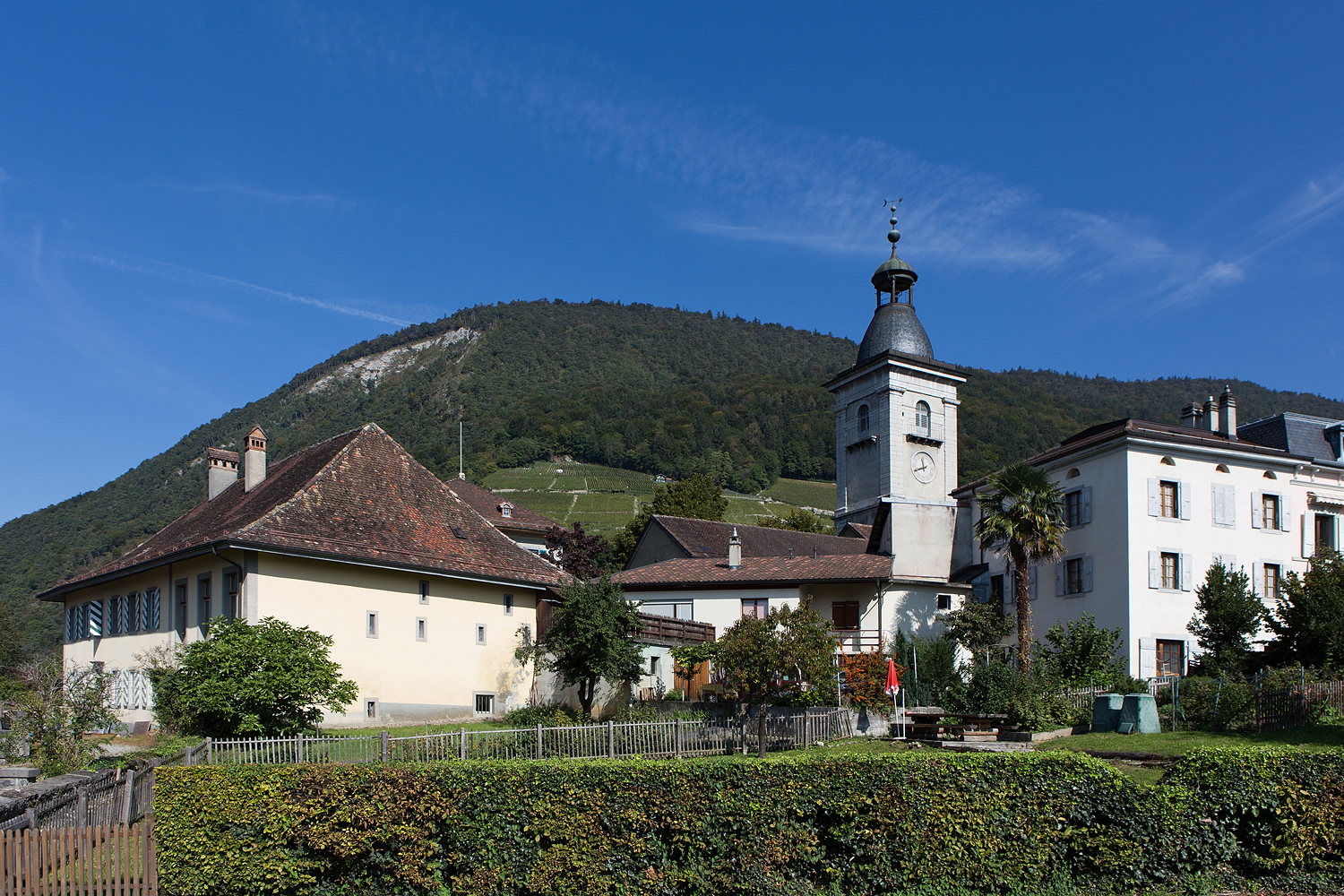
Pfarrhaus und Kirche St-Victor
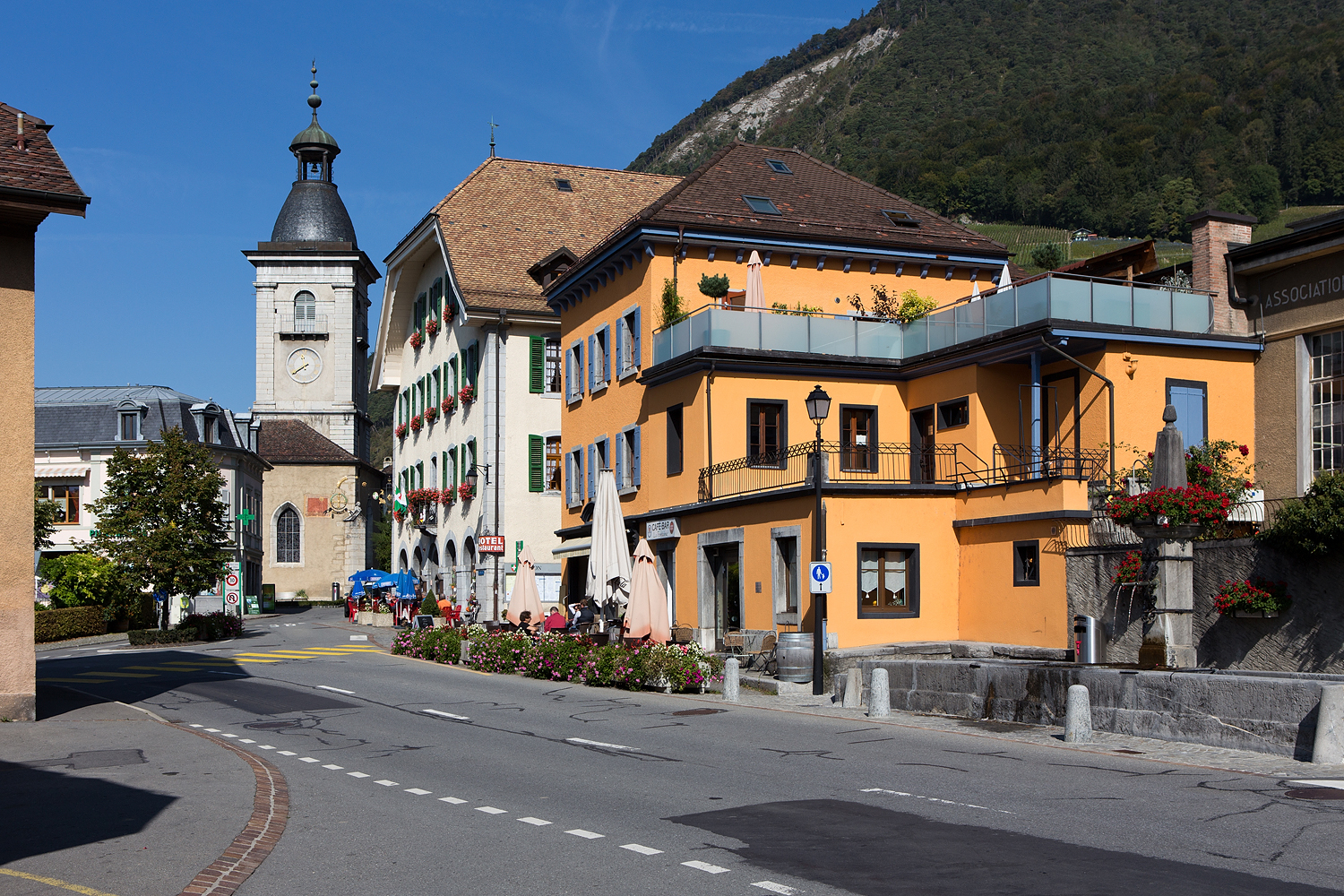
Dorfzentrum
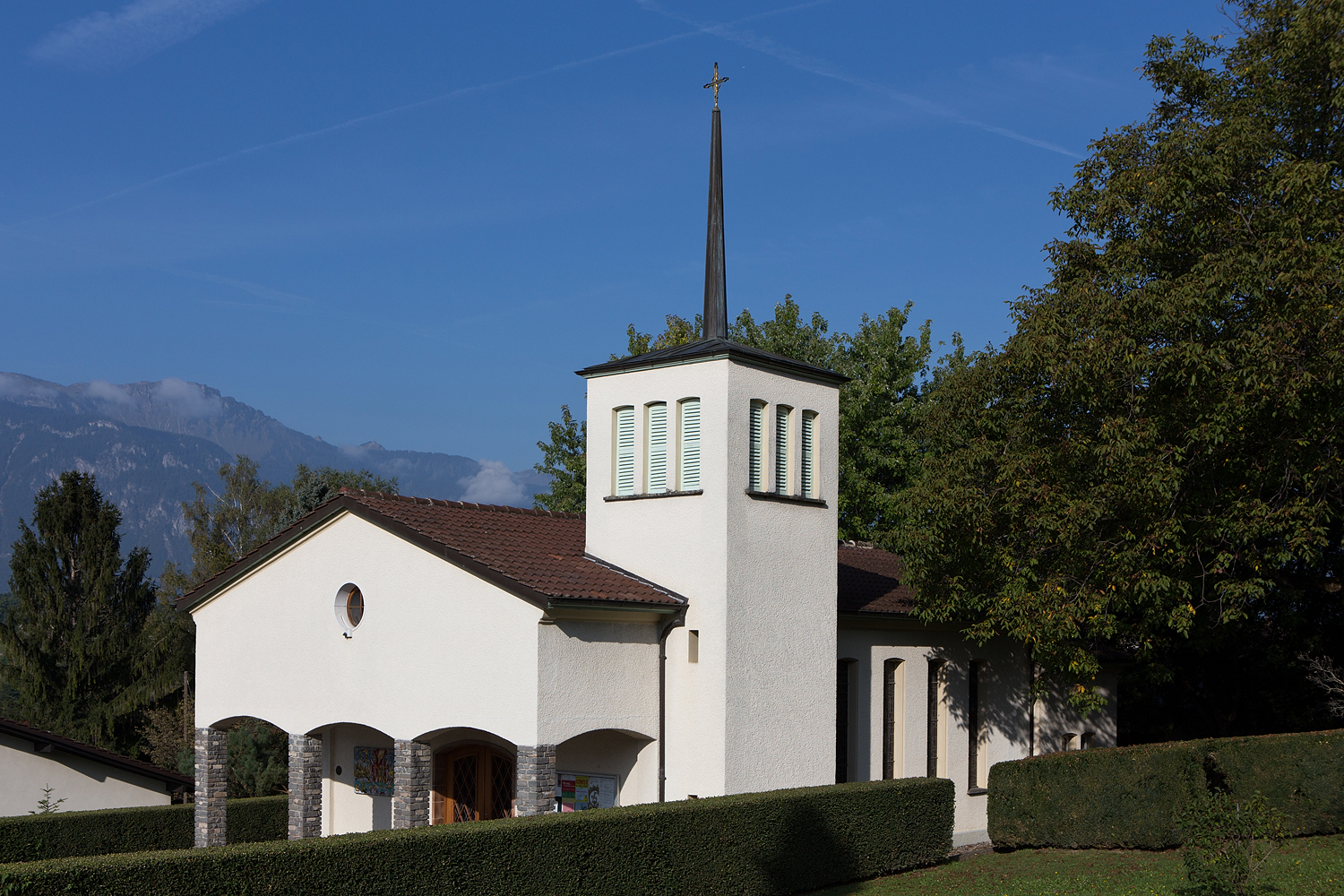
Katholische Kirche
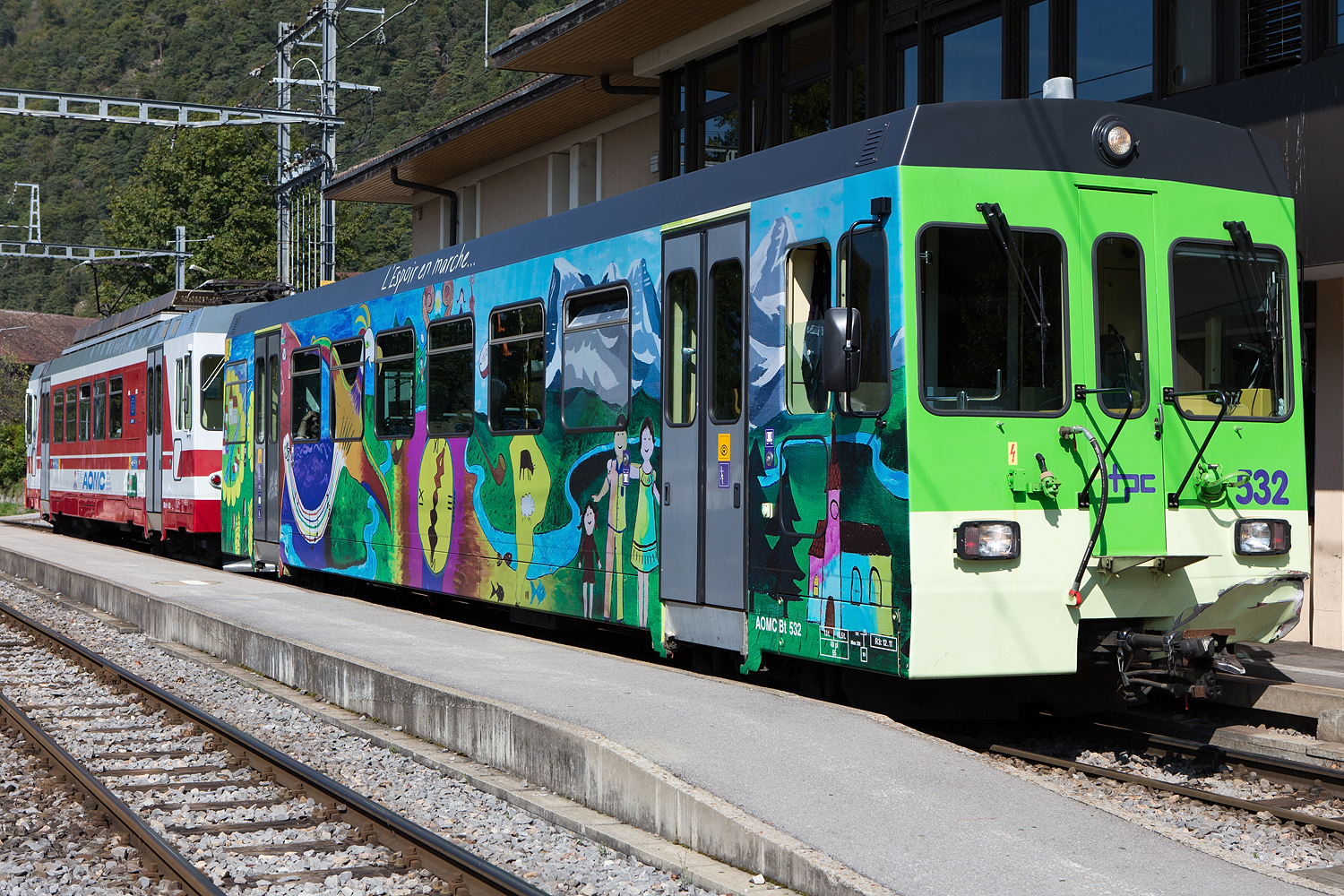
Zugkomposition der tpc im Bahnhof
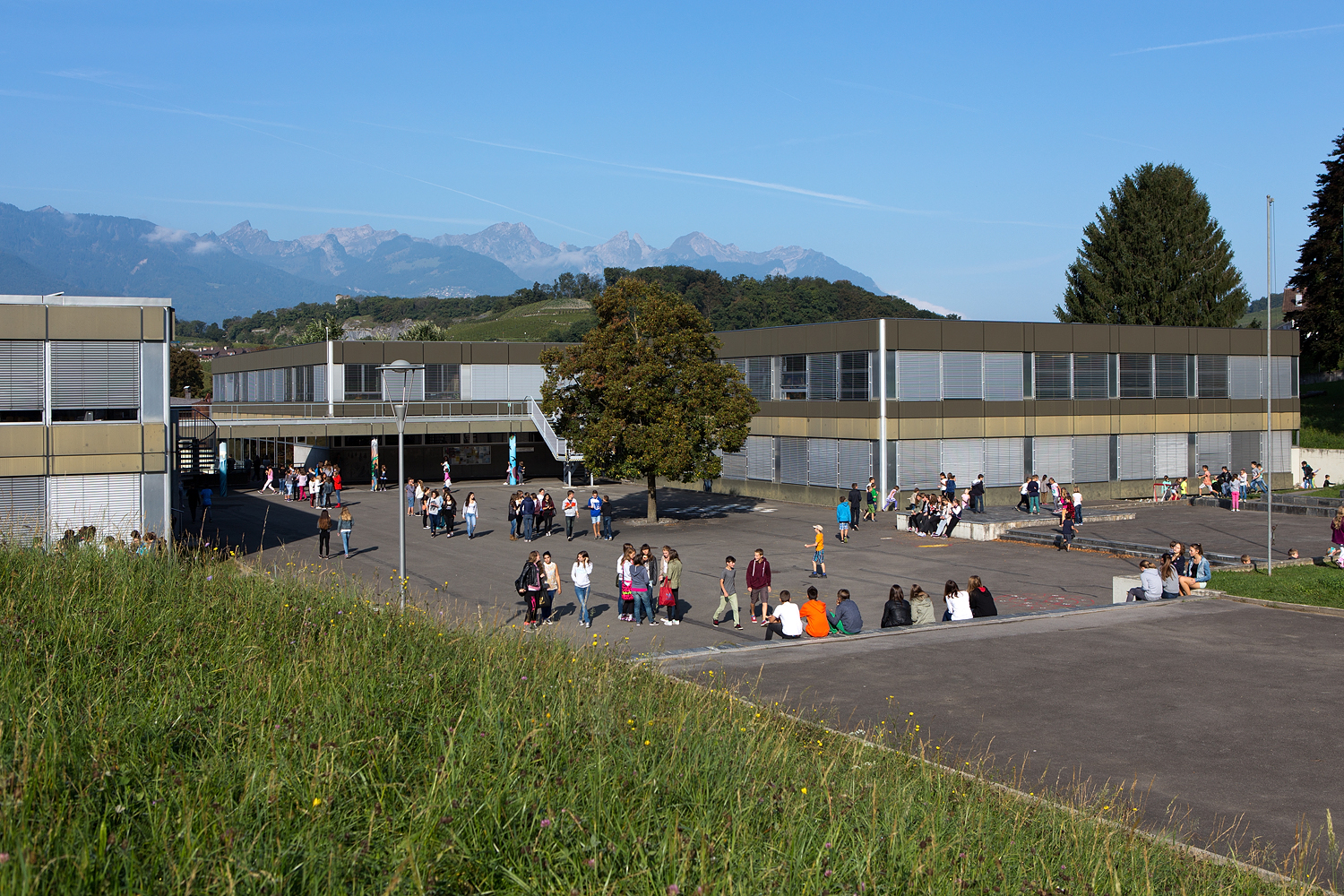
Collège de Perrossale
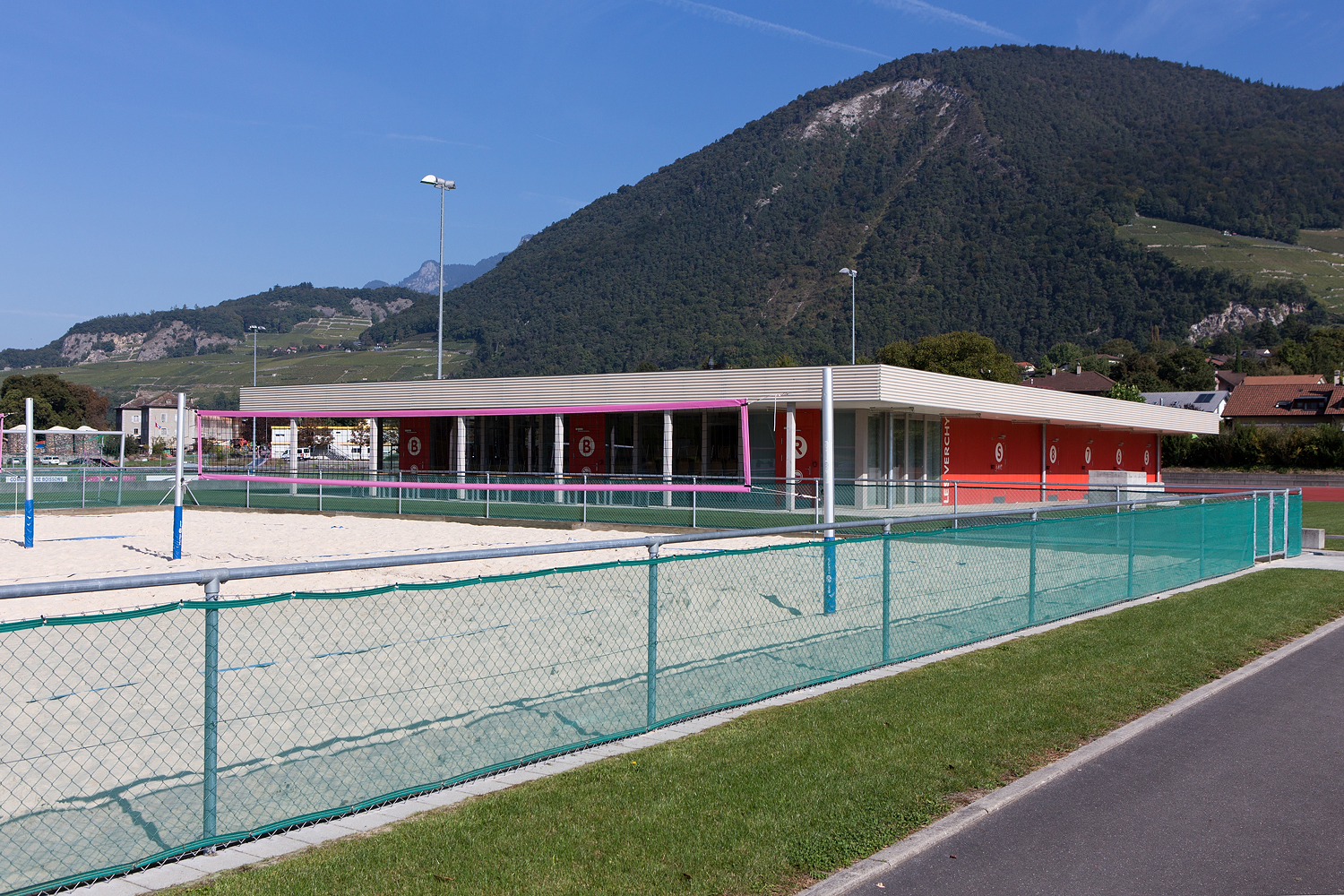
Sportzentrum Les Verschy
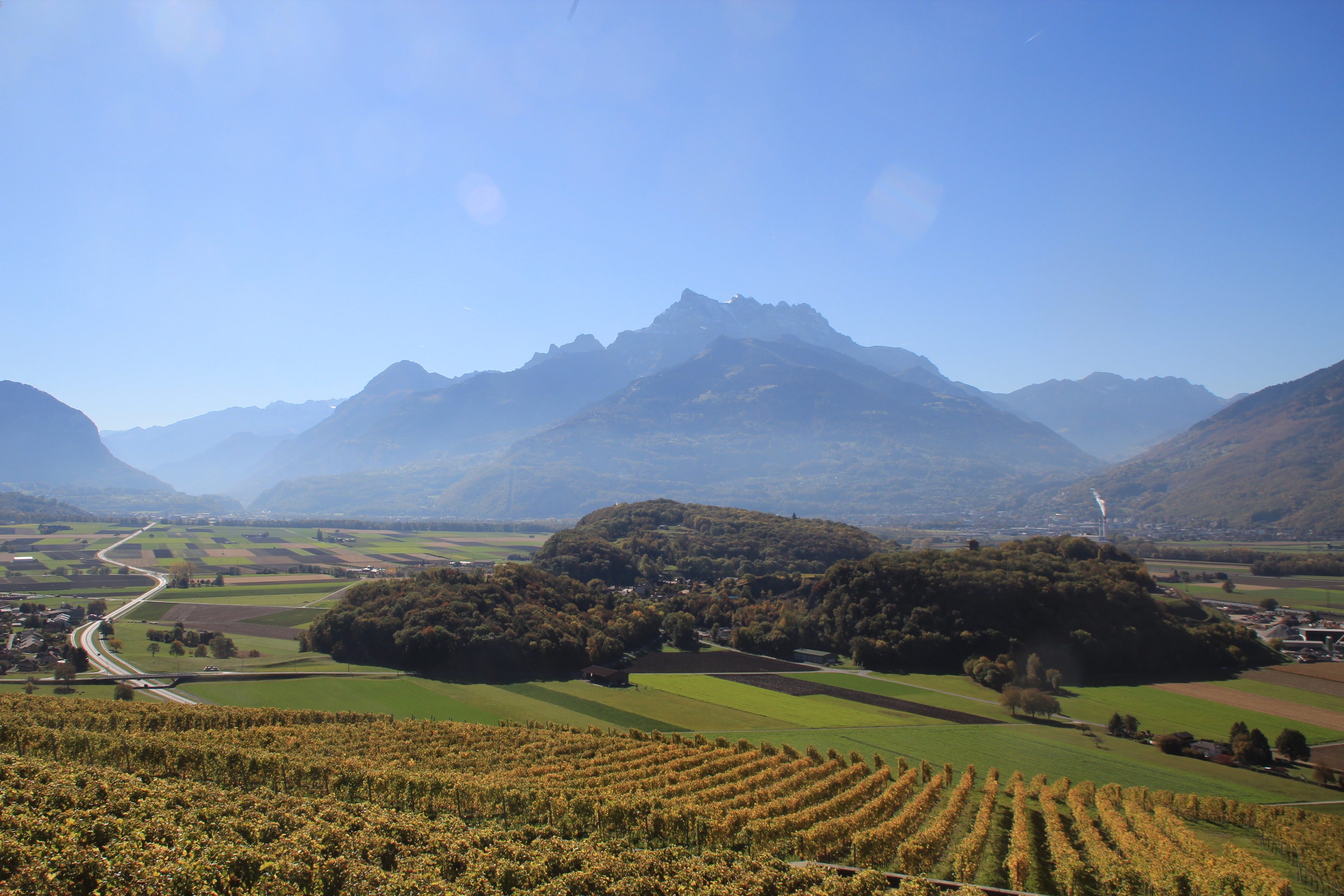
Blick nach St-Triphon
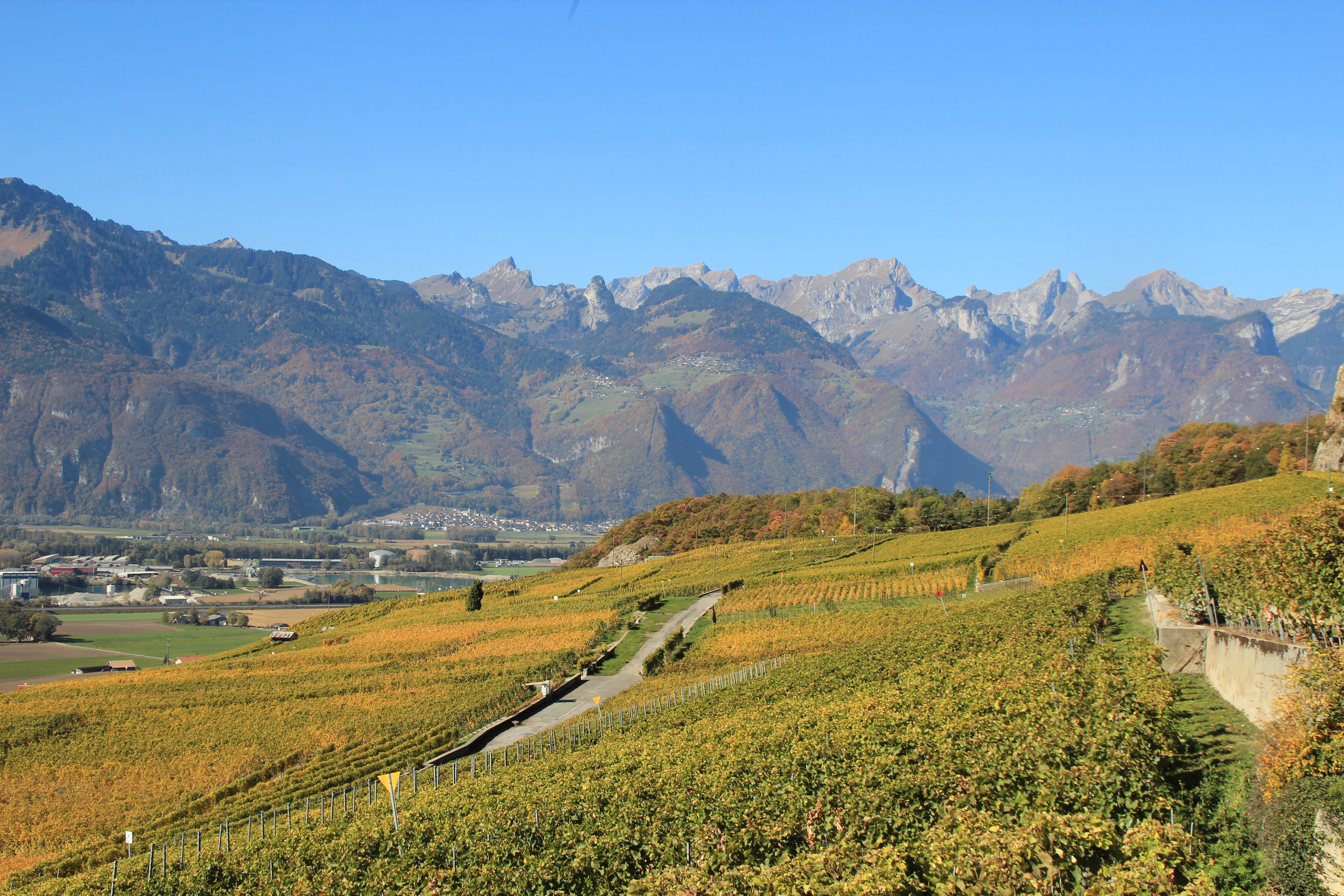
Rebberge bei Ollon
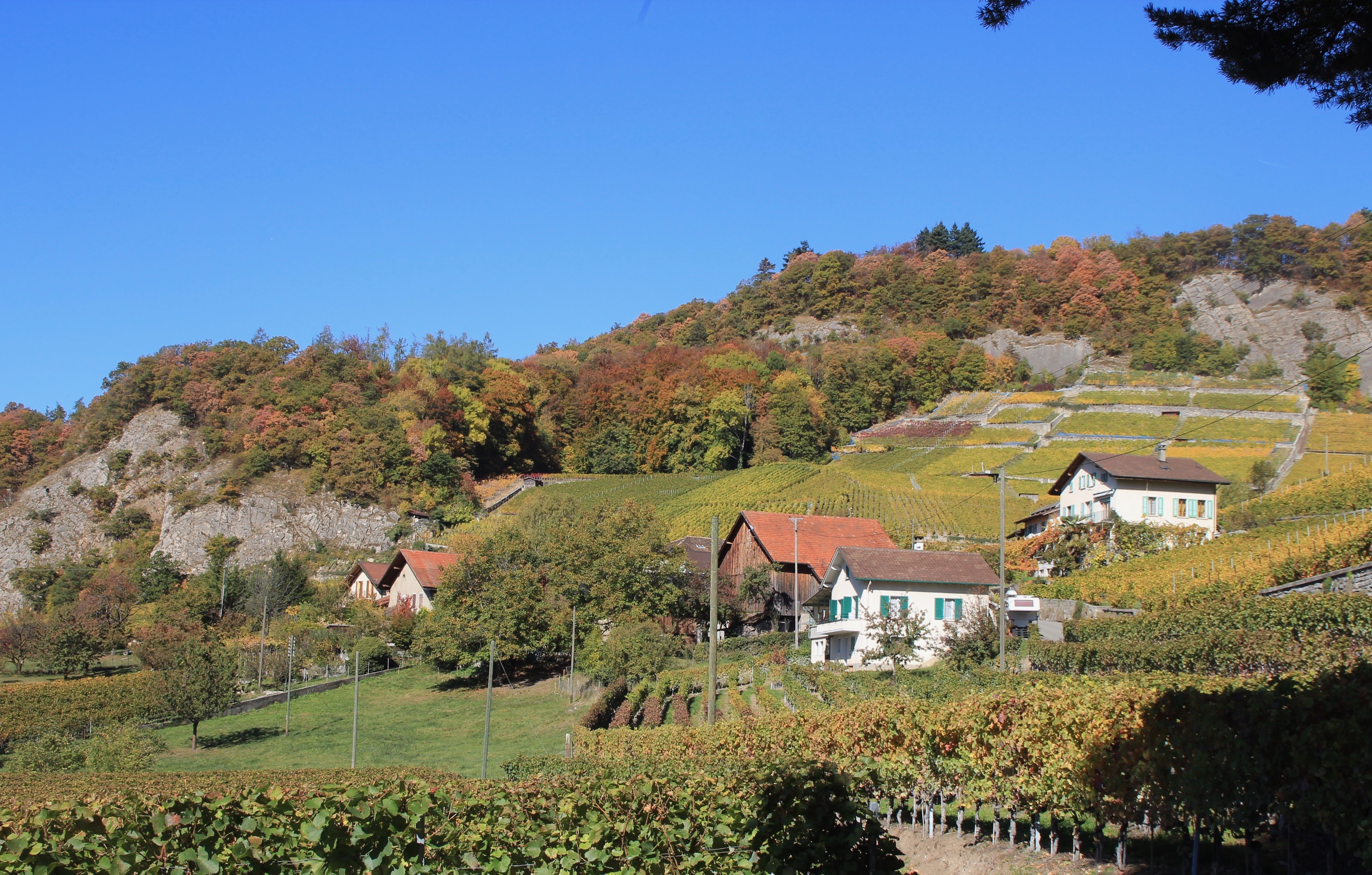
Ollon Verchiez

## Persönlichkeiten
- Marcel Amiguet (1891–1958), Olloner Maler und Grafiker
- Jacques Chamorel (1901–1962), Rechtsanwalt und Politiker (LDP)
- Jean-Daniel Chapuis (1921–1988), evangelischer Geistlicher und Synodalratspräsident der evangelischen Kirche des Kanton Waadt
- Ivar Lissner (1909–1967), Journalist und Schriftsteller, wohnte von 1963 bis 1967 in Chesières sur Ollon, Les Ecovets
- Ruth Niehaus (1925–1994), Schauspielerin, wohnte von 1963 bis 1971 in Chesières sur Ollon, Les Ecovets
- Frédéric Rouge (1867–1950), Maler